# Porečje Uvs Nur
Porečje Uvs Nur (tudi Uvs Nuur Basin ali Ubs Nuur Basin; mongolsko Увс нуурын хотгор, latinizirano: Uws nuuriin hotgor) je endoreična kotlina na teritorialni meji Mongolije in Tuve, republike Ruske federacije. Porečje je del Srednjeazijskega notranjega drenažnega bazena in je poimenovano po jezeru Uvs (Uvs Nuur, Ubsu Nur), velikem slanem jezeru, ki je v zahodnem delu njegovega drenažnega bazena in je eden zadnjih ostankov ogromnih step. Jezero Uvs je plitvo jezero s površino 3350 km2. Njegov celoten bazen, ki vključuje več manjših jezer, meri 70.000 km2.
Porečje Uvs se lahko nanaša tudi na Ubsunursko kotlino (rusko Убсунурская котловина, latinizirano: Ubsunorskaya Kotlovina), ki je zahodni del porečja, ali na več kot 10.000 km2 zavarovanih območij, ki pokrivajo jezero in njegovo okolico. Kotlina tvori severni del depresije Velikih jezer, ki ima površino več kot 100.000 km2. Kotlina in večina porečja sta v provincah Khövsgöl, Zavkhan in Uvs v severozahodni Mongoliji ter v okrožjih Mongun-Tajginski, Ovjurski, Tes-Khemski in Erzinski v južni Tuvi.
Porečje je del kombinacije dvignjenih območij in kotanj, ki so v gorskih regijah Tannu-Ola in Altaj. Tu se najsevernejša puščava na svetu sreča z najjužnejšim območjem tundre na severni polobli. Območje velikosti 10.560 km2, od katerega približno tri četrtine leži v Mongoliji, je bilo leta 1997 razglašeno za biosferni rezervat, delno prekrivajoče se območje približno enake velikosti pa je bilo leta 2003 razglašeno za svetovno dediščino UNESCO. Mongolski del jezera in njegova neposredna okolica sta bila leta 2004 nadalje razglašena za ramsarsko mokrišče.

## Geografija
Severno mejo Ubsunurske kotline tvorijo gore Tannu-Ola. Jezero Tere-Khol', edino sladkovodno jezero v kotlini, leži, tako kot jezero Uvs, na rusko-mongolski meji. Vzhodnejši del porečja jezera Uvs se na severu razteza do grebena Sengilen v Sajanskih gorah, na vzhodu pa do porečja jezera Sangiin Dalai. Južni del kotline meji na porečje jezera Khyargas, obe kotlini Velikih jezer pa ločujejo gore Kan Khökhii. Bolj na vzhodu južno mejo porečja jezera Uvs tvori gorovje Bulnai. Zahodno od porečja leži endoreična kotlina jezera Üüreg, ki jo omeju Altaj. Greben Cagan-Šibetu delno ločuje jezerski kotlini Uvs in Üüreg. Jugozahodna konica jezerske kotline Uvs pokriva večino gorovja Türgen Uul in vključuje severovzhodna pobočja gore Harhiraa.

## Arheologija
Po podatkih Greenpeacea ima Ubsunurska kotlina 40.000 arheoloških najdišč nomadskih Skitov, Turkov, Hunov in drugih plemen. Številni arheološki artefakti ostajajo neraziskani. V Srednji Aziji ima največjo koncentracijo grobnih gomil, ki predstavljajo približno polovico arheoloških najdišč, in mnoge od njih so starejše od egipčanskih piramid. Na tisoče skalnih rezbarij in kamnitih skulptur je ostalo iz srednjeveških naselij in budističnih templjev.
Arheološka iskanja, opravljena v letih 2007–2008 na ruševinah Por-Bažin, na otočku v ruskem delu jezera Tere-Khol', so pokazala, da je bil ograjen prostor zgrajen okoli sredine druge polovice 8. stoletja, pod Ujgurskim kaganatom.

## Prebivalstvo
Gostota prebivalstva v Ubsunurski kotlini je nizka. Naseljujejo jo skoraj izključno nomadski Tuvanci in živinorejci, ki živijo v jurtah. Pomanjkanje industrije in odvisnost prebivalcev od tradicionalnega načina življenja, kot je nomadsko pašništvo, sta imela majhen vpliv na pokrajino in sta omogočila, da je ekosistem ostal relativno brez negativnih učinkov, ki jih lahko povzroči človeška prisotnost. Tako ruski kot mongolski del kotline sta dom nomadskih tuvanskih živinorejcev, ki živijo v jurtah in predstavljajo praktično celotno prebivalstvo.
- Velika jezerska kotlina (satelit, z imeni jezer)
- Por-Bažin, malo pred izkopavanji v letih 2007–2008
- Jurte
- Mongolska stepa
- Kotlina Ubsunur (satelit)

## Rastlinstvo in živalstvo
Dolina, ki je na meji med Mongolijo in Rusijo, leži na stičišču kompleksnih ekosistemov. Njena površina je 10.688 km2. Teren vključuje ledenike, puščavo, alpsko tundro, subalpske travnike in obsežna območja gorske tajge. Obstajajo tudi gozdnate stepe, brezlesne stepe, polsušne puščave in nenehno spreminjajoče se peščene sipine. Je raznolik naravni habitat, ki ustvarja interakcijo evro-sibirskega in srednjeazijsko-mongolskega rastlinstva in živalstva.
Zaradi svoje lege na robu sibirskega in srednjeazijsko-mongolskega terena rastlinstvo in živalstvo doline kažeta visoko biotsko raznovrstnost za srednje zemljepisne širine. Živalske vrste, ki naseljujejo tako gore kot tundro, kot sta sibirski srnjak in altajski snežni petelin, tukaj uspevajo. Prisoten je tudi ogroženi snežni leopard, pa tudi prebivalci tajge, kot so kaspijski jelen, ris in rosomah. Med prebivalci step so mongolski škrjanec, demoiselle žerjav in dolgorepa sibirska veverica. Med prebivalci puščave sta droplja in opoldanski gerbil. Samo vrst ptic šteje približno 359. Ker je kotanja zaščiteno območje, so tukaj našle zatočišče številne starodavne vrste, ki so izumrle v drugih regijah.

## Ohranjevalni instrumenti
Leta 1993 je Rusija zaščitila tuvanske dele kotline Ubsunur kot državni naravni biosferni rezervat Ubsunurska kotlovina. Leta 1995 je Greenpeace Rusija pripravila predlog za nominacijo kotline Ubsunur, skupaj z Mongolijo, za območje svetovne dediščine, ki jo je opisala kot »eno največjih nedotaknjenih porečij v Srednji Aziji«.
|              | Biosferni rezervat                                                        | Biosferni rezervat                        | Svetovna dediščina                                                                | Svetovna dediščina | Drugi instrumenti                                                      |
| Oznaka       | Komponente                                                                | Oznaka                                    | Komponente                                                                        | | Drugi instrumenti                                                      |
| Tuva, Rusija | Ubsunorska Kotlovina (1997): - Core area: 558 km2 - Buffer zone: 2285 km2 | enota 1 enota 2 enota 3 enota 4 enota 5   | Porečje Uvs Nur (No. 769rev, 2003): - Core area: 8981 km2 - Buffer zone: 1708 km2 | 1. Mongun tajga 2. Ubsu-Nur 3. Oroku-Šina 4. Aryskannyg 5. Jamaalyg 6. Tsugeer els 7. Ular 8. Tsagan shuvuut 9. Türgen 10. jezero Uvs 11. Altan els 12. Tes River | Državni naravni biosferni rezervat                                     |
| Tuva, Rusija | Ubsunorska Kotlovina (1997): - Core area: 558 km2 - Buffer zone: 2285 km2 | enota 1 enota 2 enota 3 enota 4 enota 5   | Porečje Uvs Nur (No. 769rev, 2003): - Core area: 8981 km2 - Buffer zone: 1708 km2 | 1. Mongun tajga 2. Ubsu-Nur 3. Oroku-Šina 4. Aryskannyg 5. Jamaalyg 6. Tsugeer els 7. Ular 8. Tsagan shuvuut 9. Türgen 10. jezero Uvs 11. Altan els 12. Tes River | Ubsunurska Kotlovina (No. 667010, 1993)                                |
| Mongolija    | Porečje Uvs Nur (1997): - Core area: 3661 km2 - Buffer zone: 405,6 km2    | Uvs Nuur Turgen Uul Altan Els Cagan Šuvut | Porečje Uvs Nur (No. 769rev, 2003): - Core area: 8981 km2 - Buffer zone: 1708 km2 | 1. Mongun tajga 2. Ubsu-Nur 3. Oroku-Šina 4. Aryskannyg 5. Jamaalyg 6. Tsugeer els 7. Ular 8. Tsagan shuvuut 9. Türgen 10. jezero Uvs 11. Altan els 12. Tes River | Ramsarska konvencija                                                   |
| Mongolija    | Porečje Uvs Nur (1997): - Core area: 3661 km2 - Buffer zone: 405,6 km2    | Uvs Nuur Turgen Uul Altan Els Cagan Šuvut | Porečje Uvs Nur (No. 769rev, 2003): - Core area: 8981 km2 - Buffer zone: 1708 km2 | 1. Mongun tajga 2. Ubsu-Nur 3. Oroku-Šina 4. Aryskannyg 5. Jamaalyg 6. Tsugeer els 7. Ular 8. Tsagan shuvuut 9. Türgen 10. jezero Uvs 11. Altan els 12. Tes River | Jezero Uvs in okoliška mokrišča (No. 1379, 2004): - Površina: 5850 km2 |

## Biosferni rezervat
Biosferni rezervat Ubsunurska kotlina je krhka gorska kotanja ali depresija na teritorialni meji Mongolije in Republike Tuva v Ruski federaciji med gorami – Tannu-Ola in Altajskim gorovjem – in je del kombinacije vzpetin in depresij. Tu se najsevernejša puščava na svetu sreča z najjužnejšo tundro na svetu.
Rezervat Ubsunurska kotlina (Tuva) je leta 1998 prejel status mednarodnega biosfernega rezervata kot korak k zaščiti divjine južne Sibirije, ki vsebuje največje neokrnjene površine ekosistemov sibirskega bora in sibirske jelke v Rusiji.

## Območje svetovne dediščine
Ubsunurska kotlina je bila leta 1995 nominirana za vključitev na drugi seznam svetovne dediščine v Rusiji (prvi so bili deviški gozdovi Komi) kot »eno največjih nedotaknjenih porečij v Srednji Aziji, kjer je mogoče najti do 40.000 neizkopanih gomil in drugih arheoloških najdišč zgodovinsko znanih nomadskih plemen, kot so Skiti, Turki in Huni«. Nominacija je bila predložena skupaj z Republiko Tuva in Mongolijo ter je vključevala 75.000 kvadratnih kilometrov gozda in stepe ter z njimi povezano kulturno in naravno dediščino.
Območje svetovne dediščine porečja jezera Uvs, ki je bilo leta 2003 označeno kot 769rev, vključuje:
1. Mongunska tajga, Rusija (50°12′N 90°12′E / 50.200°N 90.200°E), zahodno od porečja jezera Uvs.
2. Ubsu-Nur, Rusija (50°37′N 93°8′E / 50.617°N 93.133°E), območje na severovzhodni konici jezera Uvs.
3. Oroku-Šina, Rusija (50°37′N 94°0′E / 50.617°N 94.000°E), severni del območja okoli reke Tes, ki meji na 12. del na mongolski strani.
4. Ariskanig, Rusija (50°40′N 94°44′E / 50.667°N 94.733°E), vzhodno od prejšnje cone, deloma v gorovju Tanu-Ola
5. Džamalig, Rusija (50°15′N 94°45′E / 50.250°N 94.750°E), zahodno od Erzina
6. Cuger els, Rusija (50°5′N 95°15′E / 50.083°N 95.250°E), severni del jezera Tere-Khol' in okolica
7. Ular, Rusija (50°32′N 5°38′E / 50.533°N 5.633°E), leži v zahodnem delu grebena Sengilen
8. Cagan Šuvut Uul, Mongolija (50°19′N 91°9′E / 50.317°N 91.150°E), del grebena Cagan-Šibetu
9. Türgen Uul, Mongolija (49°46′N 91°22′E / 49.767°N 91.367°E), gorovje južno od jezera Üüreg, blizu Türgena.
10. Jezero Uvs, Mongolija (50°20′N 92°53′E / 50.333°N 92.883°E), večji del območja jezera Uvs
11. Altanels, Mongolija (49°50′N 5°0′E / 49.833°N 5.000°E), območje peščenih sipin južno od jezera Tere-Khol', vključno z mongolskim delom tega jezera
12. Reka Tes, Mongolija (50°28′N 93°45′E / 50.467°N 93.750°E), območje med delto jezera Uvs in rusko mejo